# Leon Lendzion

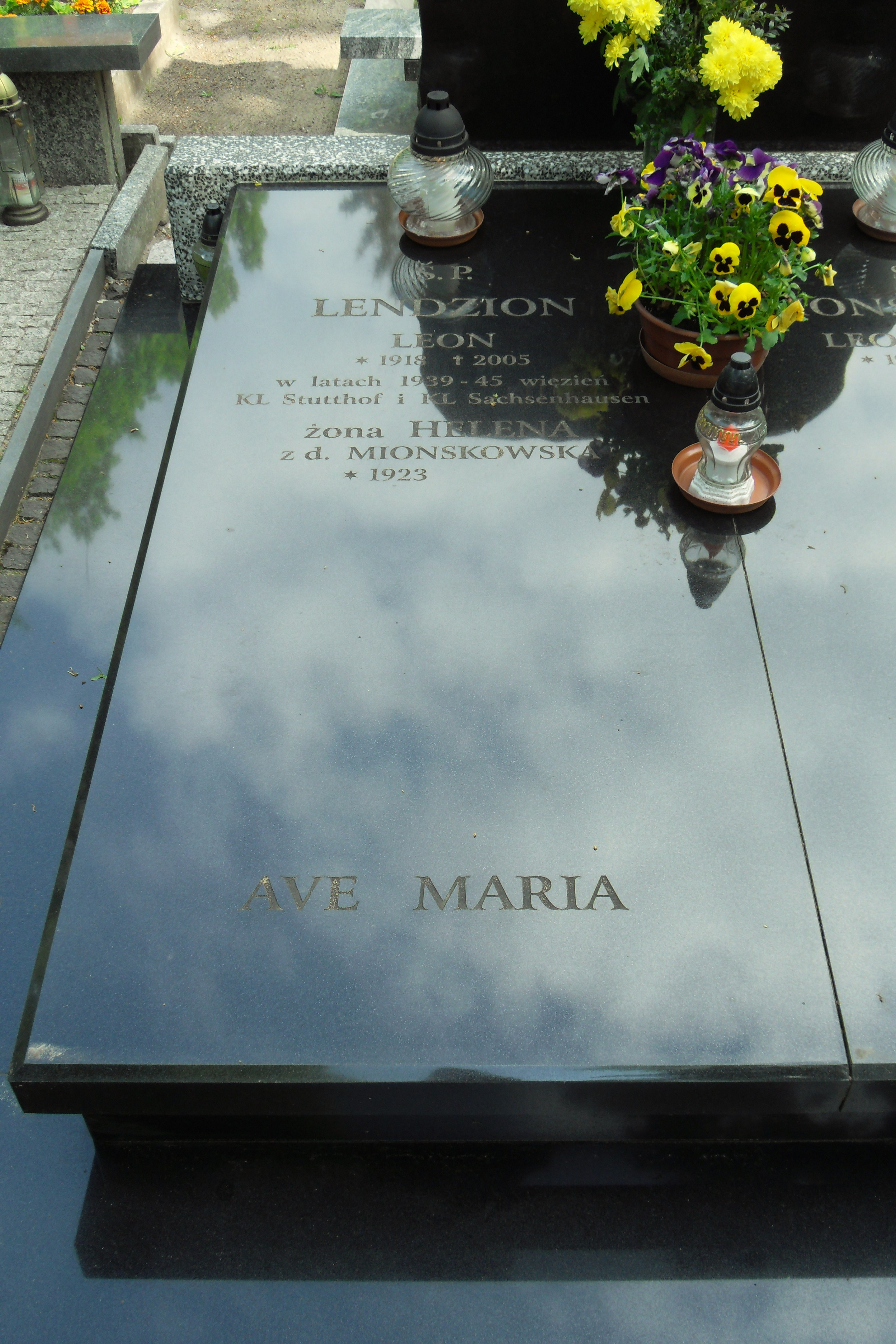
Grób na gdańskim cmentarzu Oliwskim

Leon Bernard Lendzion (ur. 20 maja 1918 w Gdańsku, zm. 26 sierpnia 2005 tamże) – polski inżynier, działacz społeczny, poseł na Sejm PRL III, IV i V kadencji.

## Życiorys
Urodził się w rodzinie Antoniego (przedwojennego przywódcy Polonii gdańskiej i posła do Volkstagu) i Berty z domu Wiegland (zm. 1968). Miał starszego brata Maksymiliana (1914–1993) i młodszą siostrę Łucję po mężu Belling (1920–1998). Uczył się w Gimnazjum Polskim Macierzy Szkolnej w Gdańsku, gdzie w 1936 zdał egzamin maturalny. Następnie rozpoczął studia na gdańskiej Technische Hochschule (ówczesnej Politechnice Gdańskiej), z której wraz z innymi studentami Polakami został siłą usunięty w lutym 1939. 
1 września 1939 wraz z bratem i ojcem został aresztowany przez Niemców. Był więźniem obozów koncentracyjnych Stutthof (1939–1940) i Sachsenhausen (1940–1945). Uciekł w czasie ewakuacji obozu i w maju 1945 powrócił do rodzinnego miasta. 
Po wojnie podjął studia na Politechnice Gdańskiej, którą ukończył w 1948 z tytułem mgr inż. budownictwa lądowego. Pracował w Urzędzie Morskim w Gdyni, a następnie (od 1950 do 1978, kiedy przeszedł na emeryturę) w Stoczni Gdańskiej. 
Wzorem swojego ojca zajął się działalnością społeczną. Pracował m.in. w sekcji byłej Polonii Towarzystwa Przyjaciół Gdańska, Związku Kombatantów i Byłych Więźniów Politycznych, Klubie Byłych Więźniów KL Stutthof. Od 1948 do 1954 był radnym Miejskiej Rady Narodowej w Gdańsku. W latach 1961–1972 był posłem na Sejm jako osoba bezpartyjna. Od 1973 do 1976 zasiadał w Wojewódzkiej Radzie Narodowej. W latach 1971–1983 członek prezydium Ogólnopolskiego Komitetu Frontu Jedności Narodu. Był też wiceprzewodniczącym Wojewódzkiego Komitetu FJN oraz wiceprzewodniczącym zarządu wojewódzkiego Towarzystwa Przyjaźni Polsko-Radzieckiej.
Po przejściu na emeryturę zajął się działalnością na rzecz polsko-niemieckiego pojednania. Utrzymywał kontakty z niemieckimi organizacjami Aktion Sühnezeichen (Akcja Znaki Pokuty) oraz Zeichen der Hoffnung (Znaki Nadziei). Młodym Niemcom przekazywał swoje świadectwo o wojnie, obozach i cierpieniach.
W lipcu 1987 został wpisany do Księgi Honorowej Zasłużonych dla Ziemi Gdańskiej.
Jego żoną była Helena z domu Mionskowska (1923–2015), z którą miał syna Wojciecha (1949–2015).
Zmarł w Gdańsku, spoczywa w grobie rodzinnym na cmentarzu Oliwskim (kwatera 9-1-5).

## Ordery i odznaczenia
- Krzyż Kawalerski Orderu Odrodzenia Polski[7]
- Krzyż Oświęcimski (1985)[8]
- Srebrny Krzyż Zasługi (23 czerwca 1955)[9]
- Medal Rodła (1986)[10]
- Złoty Medal „Opiekun Miejsc Pamięci Narodowej”[11]
- Medal Księcia Mściwoja II (1999)[12]
- Odznaka tytułu honorowego „Zasłużony Stoczniowiec PRL”[11]